# Roudnická brána
Roudnická brána je geomorfologický okrsek na východě Terezínské kotliny, ležící v okresech Litoměřice v Ústeckém kraji a Mělník ve Středočeském kraji.

## Poloha a sídla

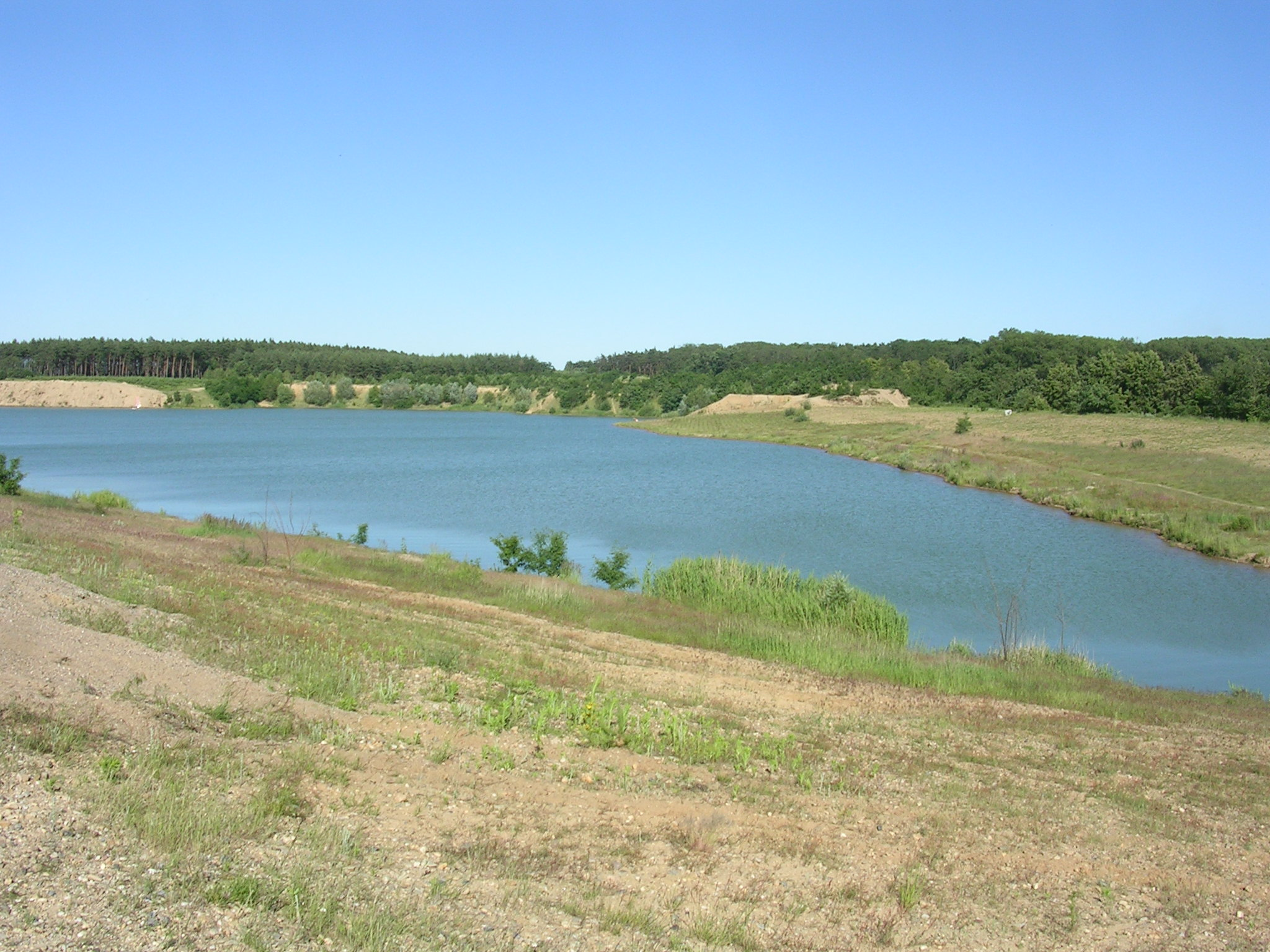
Jezero po těžbě štěrkopísků u Dobříně

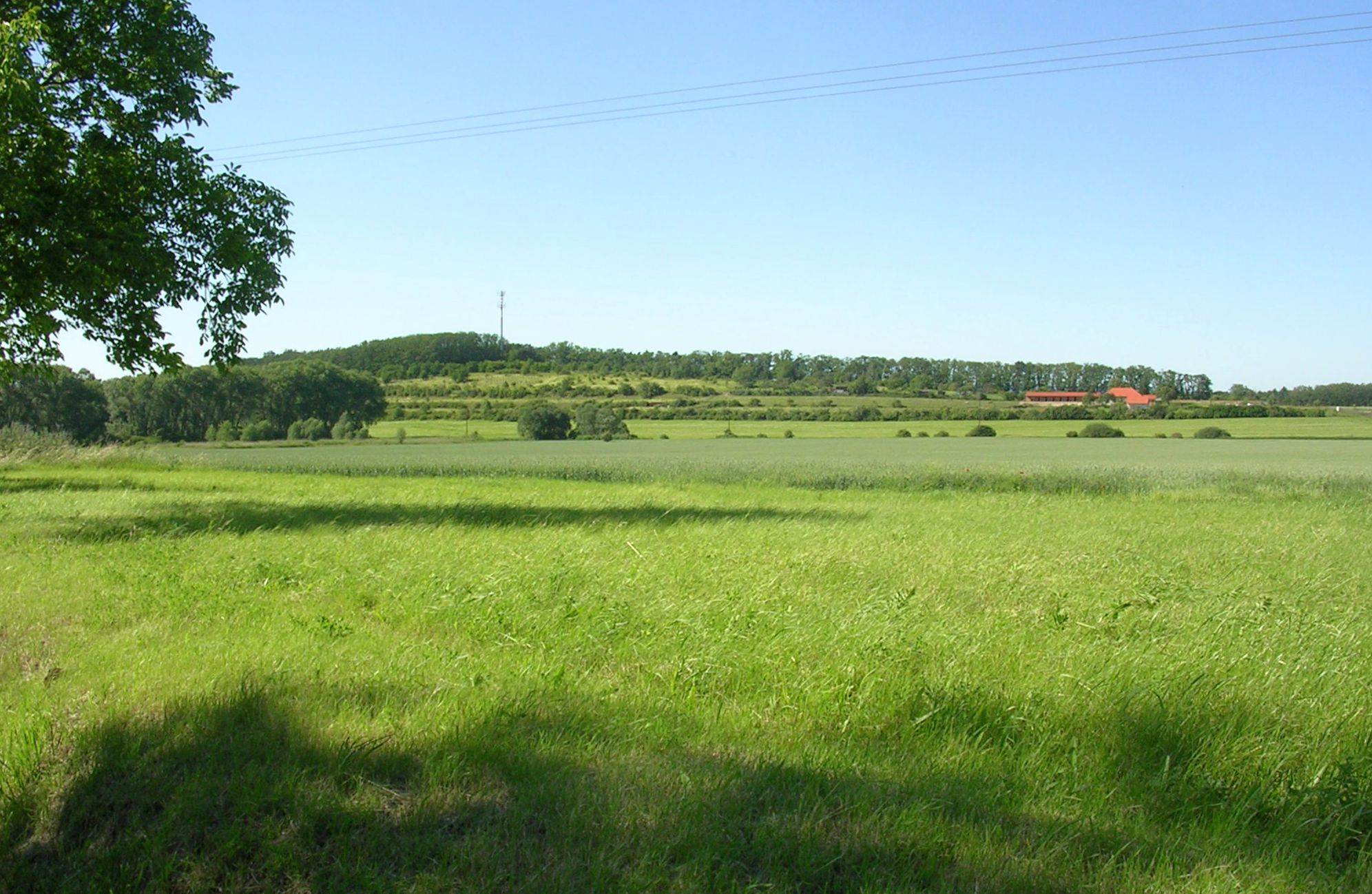
Vrch Klouček od jihu

Území okrsku se nachází zhruba mezi sídly Libotenice (na severozápadě), částečně dovnitř zasahující titulní Roudnice nad Labem (na jihozápadě), Bechlín (na jihu), Dolní Beřkovice (na jihovýchodě) a větší částí uvnitř Štětí (na východě). Zcela uvnitř okrsku leží obec Horní Počaply.

## Geomorfologické členění
Okrsek Roudnická brána (dle značení Jaromíra Demka VIB–1C–5) náleží do celku Dolnooharská tabule a podcelku Terezínská kotlina. Dále se člení na tři podokrsky: Kyškovické terasy na středoseveru, Račické terasy na středojihu a Křivenická rovina na jihovýchodě.
Brána sousedí s dalšími okrsky Dolnooharské tabule (Budyňská pahorkatina na severozápadě, Polepská rovina na severu, Krabčická plošina na jihozápadě) a s celky Jizerská tabule a Středolabská tabule na jihovýchodě a Ralská pahorkatina na severovýchodě.

## Významné vrcholy
- Na Průhonu (212 m)[pozn. 1]
- Klouček (212 m)[pozn. 1]